# Площадь Хо Ши Мина
Пло́щадь Хо Ши Ми́на — площадь в столице России — Москве на пересечении Профсоюзной улицы и Проспекта 60-летия Октября, в том месте, где они переходят друг в друга, и улицы Дмитрия Ульянова. Расположена в Академическом районе Юго-Западного административного округа города Москвы.

## Происхождение названия
Площадь названа в 1969 году в честь Хо Ши Мина — вьетнамского политического деятеля. Позже на ней был установлен памятник Хо Ши Мину.

## Транспорт

### Автобус
119, 121, 142, 196, 529, 915, 934, с5, с918

### Метро
- Станция метро «Академическая»